# Les Pillards de la prairie

Les Pillard de la prairie (titre original : Plunderers of Painted Flats) est un film américain réalisé par Albert C.Gannaway et sorti en 1959.

## Synopsis
Le meurtre d'un fermier, tué par une bande de pillards, déclenche la soif de vengeance de deux ses fils, aidés par une fine gâchette assagie et sur fond d'histoire d'amour par correspondance.

## Fiche technique
- Titre original : Plunderers of Painted Flats
- Réalisation : Albert C. Gannaway
- Scénario : John Green et Phil Shuken
- Image : John M. Nickolaus Jr.
- Musique : Alec Compinsky
- Montage : Asa Boyd Clark
- Durée : 77 minutes
- Date de sortie :
  -  France 18 août 1961
  -  États-Unis 23 janvier 1959
- Affiche : Boris Grinsson (France)

## Distribution
- Corinne Calvet : Kathy Martin
- John Carroll : Clint Jones
- Skip Homeier : Joe Martin
- George Macready : Ed Sampson
- Edmund Lowe : Ned East
- Bea Benaderet : Ella Heather
- Madge Kennedy : Mary East
- Joe Besser : Andy Heather
- Herb Vigran : Mr. Perry
- Bill Coontz : Bill
- John Kidd : Glenn
- Burt Topper : Bart